# Marumba quercus
La sfinge del leccio (Marumba quercus Denis & Schiffermüller, 1775) è un lepidottero appartenente alla famiglia Sphingidae, diffuso in Eurasia e Nordafrica.

## Descrizione e biologia
L'apertura alare è di 85–125 mm. La femmina è un po' più grande del maschio. Le larve si nutrono delle foglie di alberi del genere Quercus, in special modo Quercus suber (sughera) e Quercus ilex (leccio).

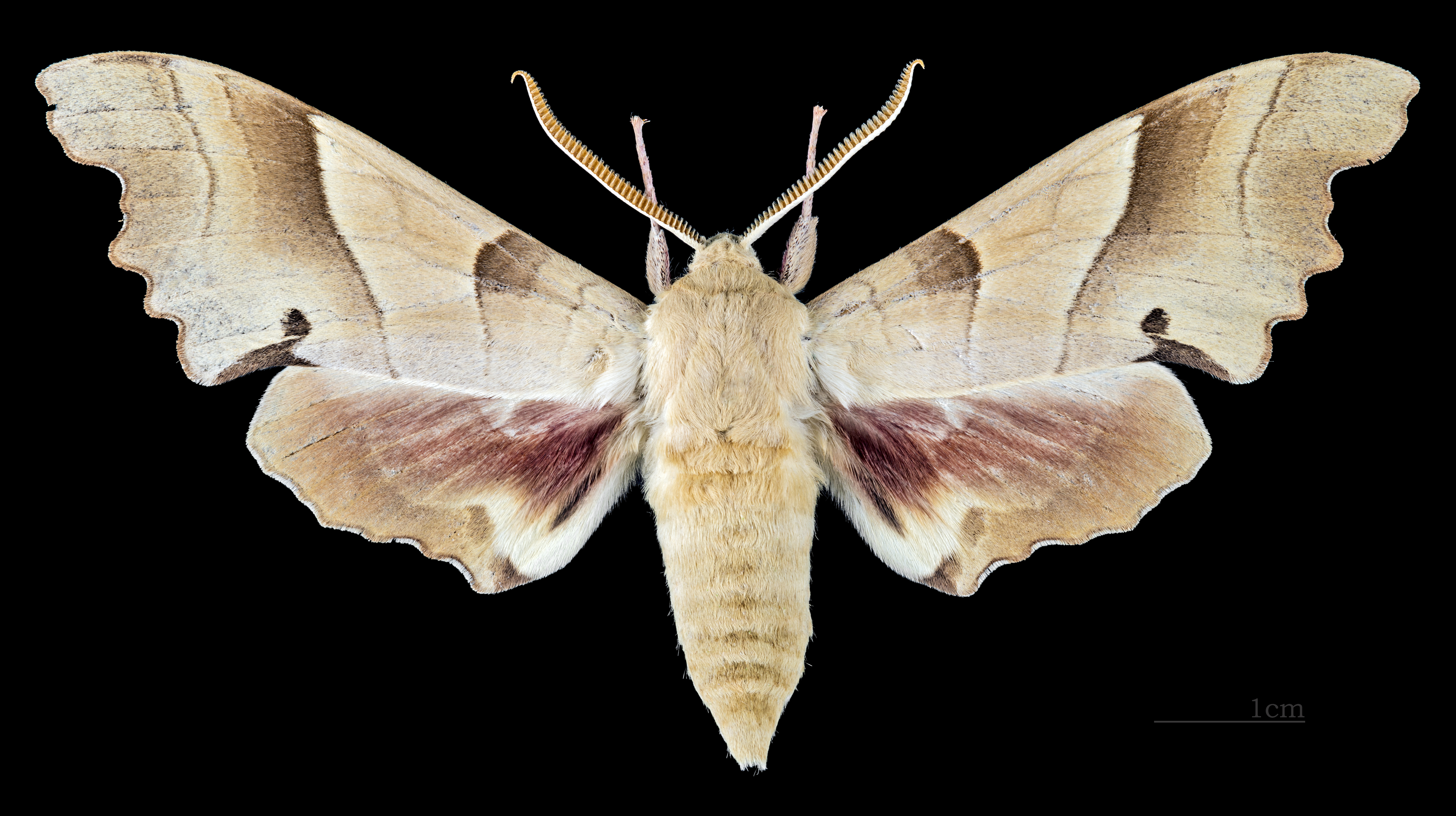
♂
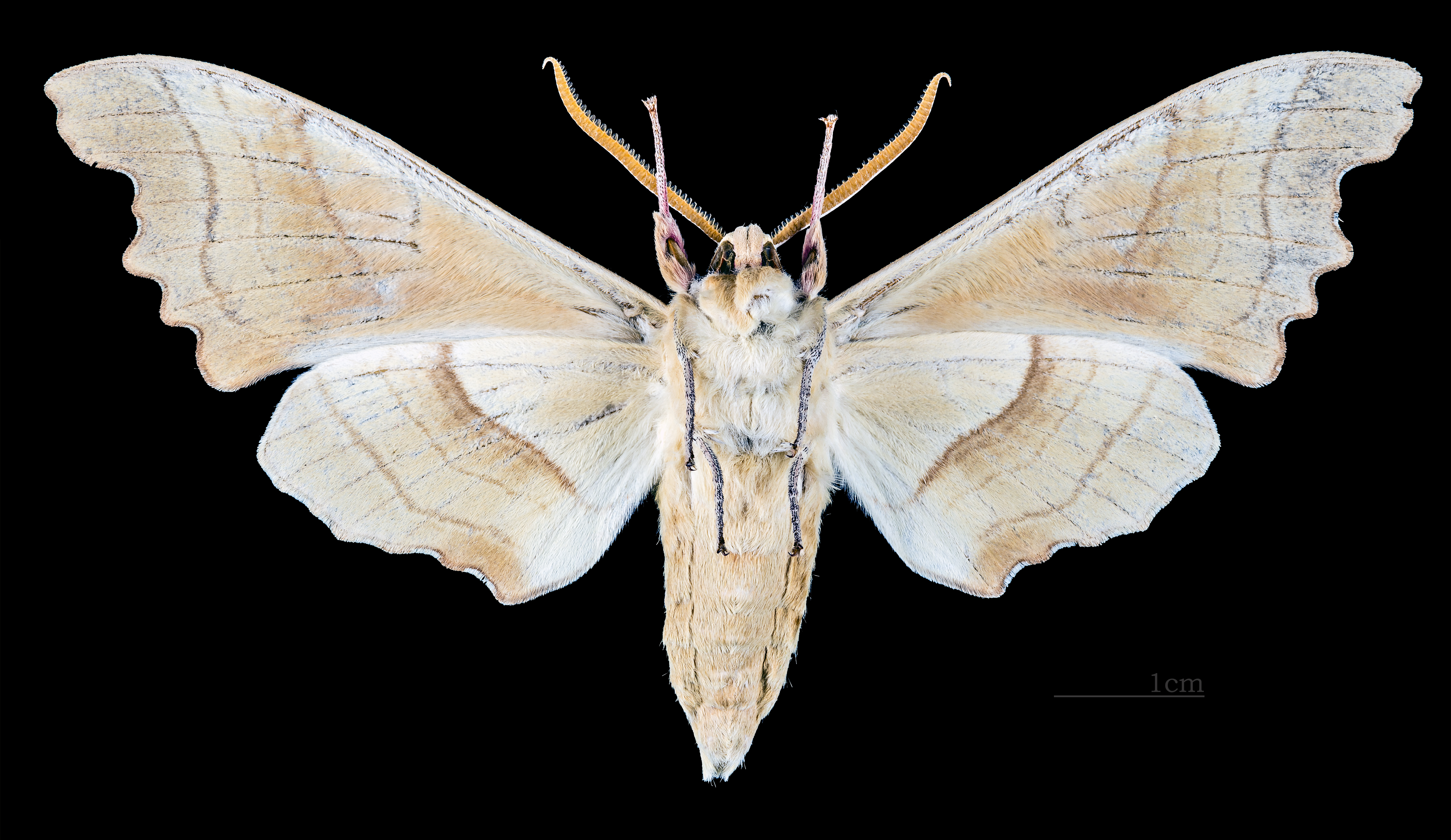
♂ △
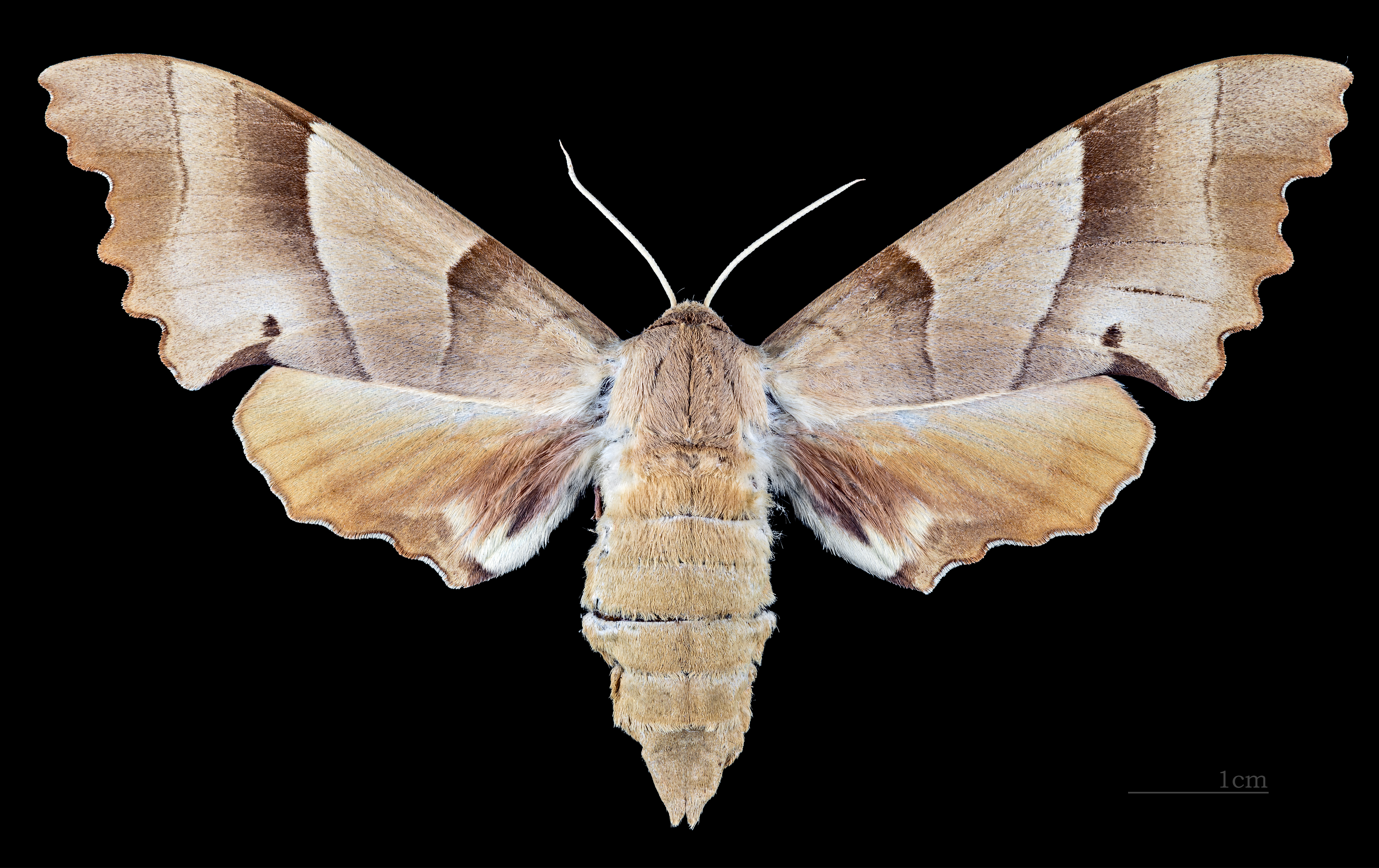
♀
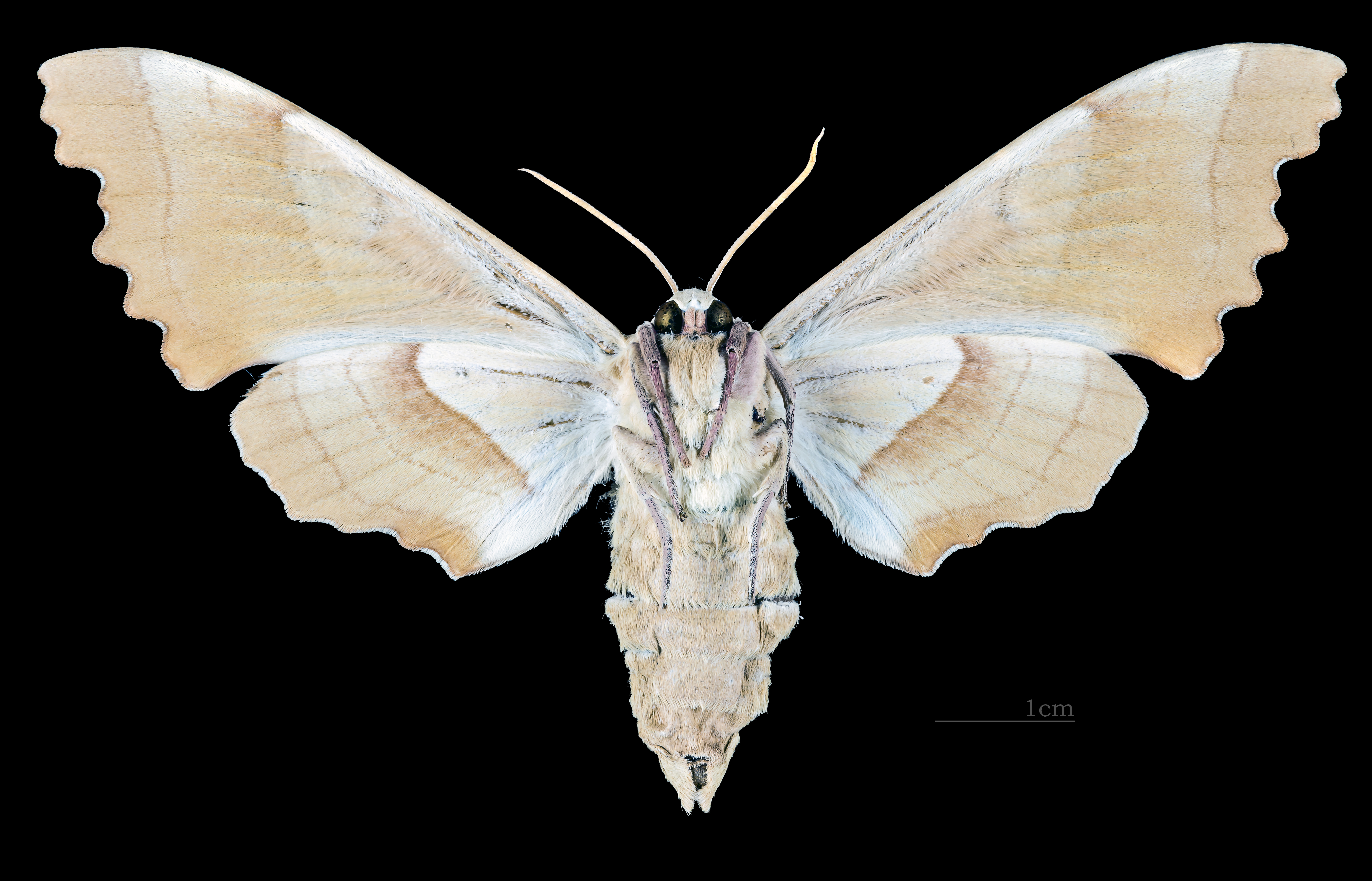
♀ △

## Distribuzione e habitat
È diffusa nell'area del Mediterraneo (Europa meridionale, Nord Africa, Vicino Oriente), fino al Caucaso e alla Mesopotamia.

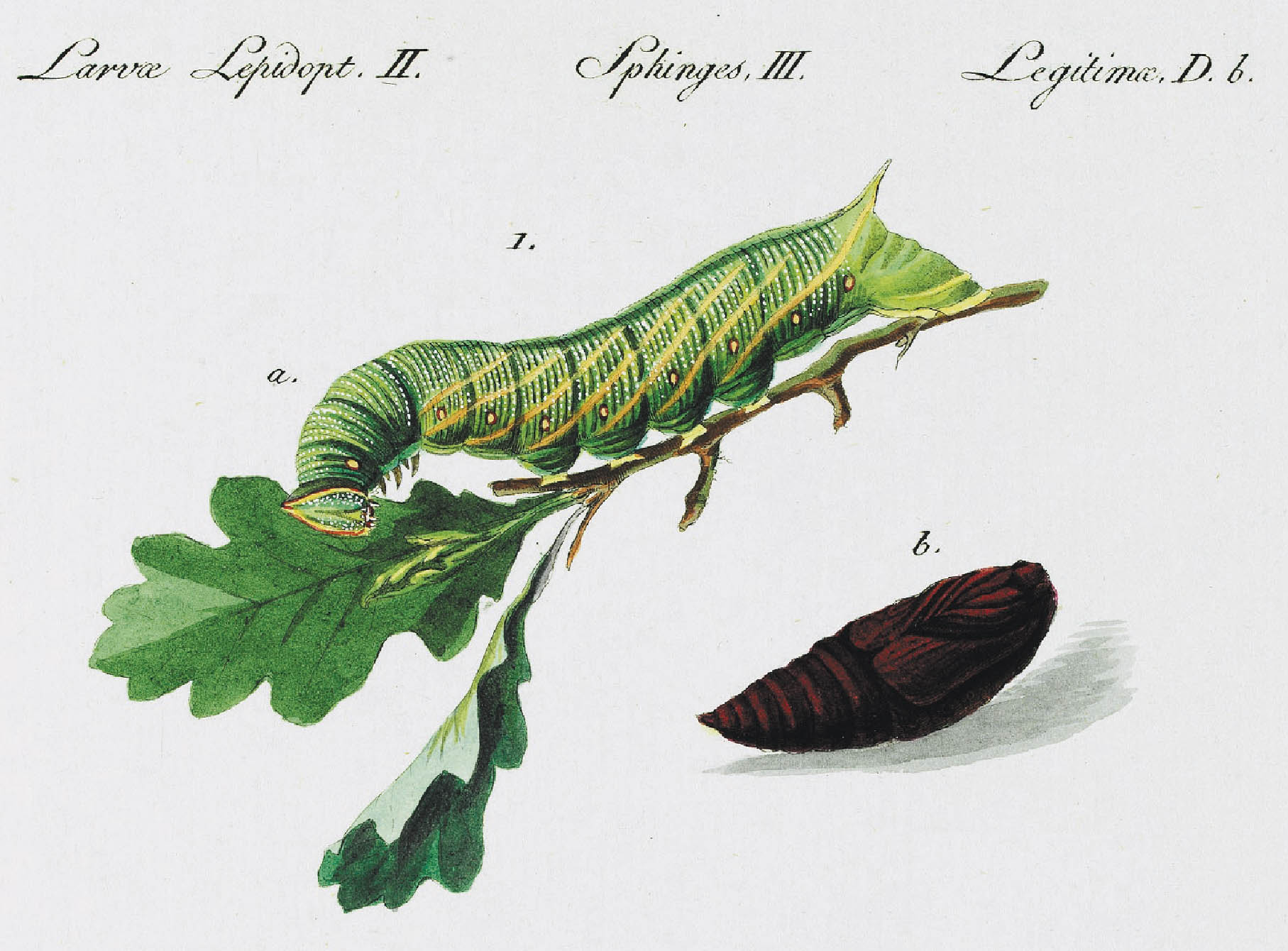
Illustrazione del bruco e della pupa della Sfinge del leccio.
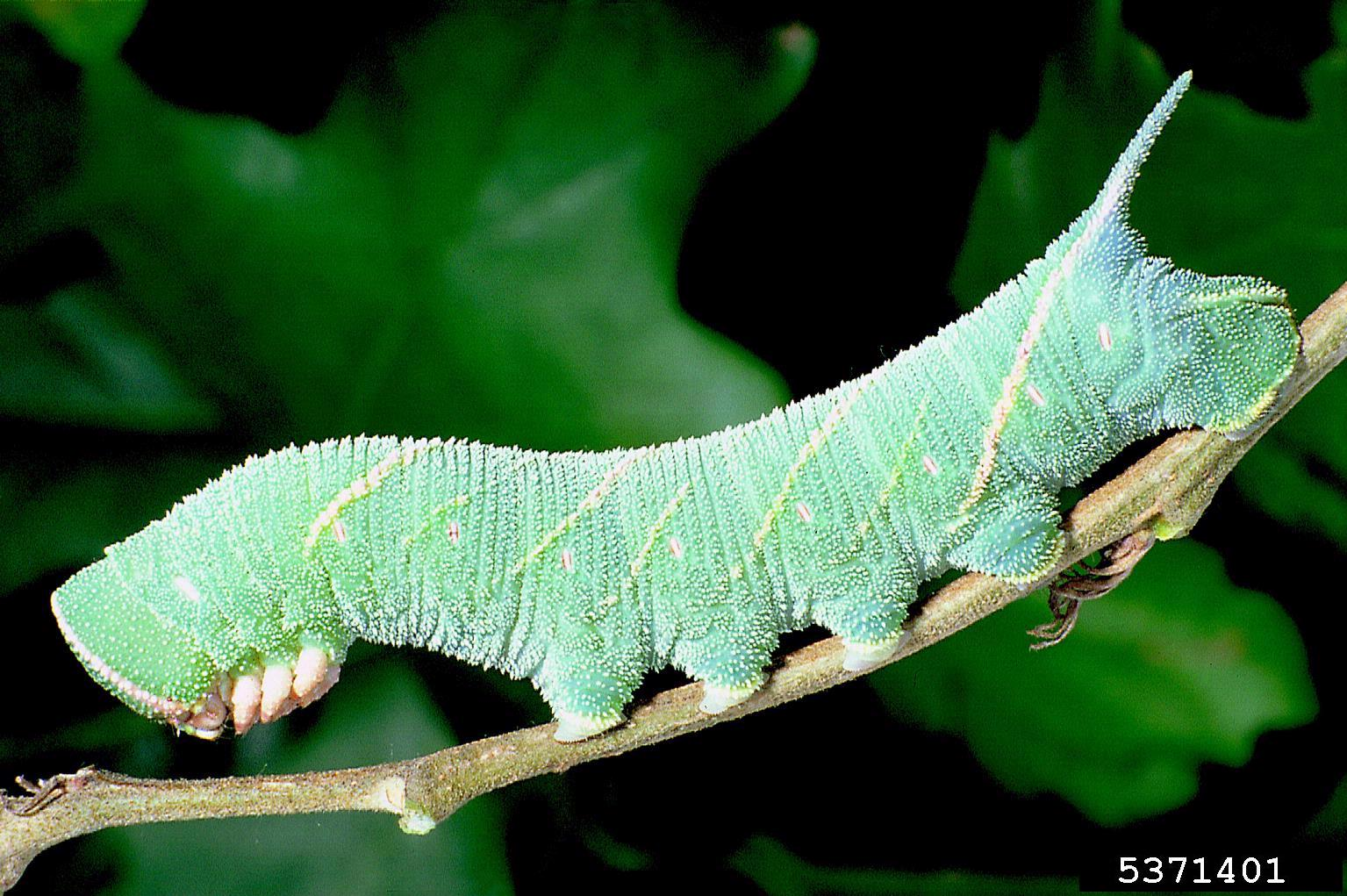
Bruco.
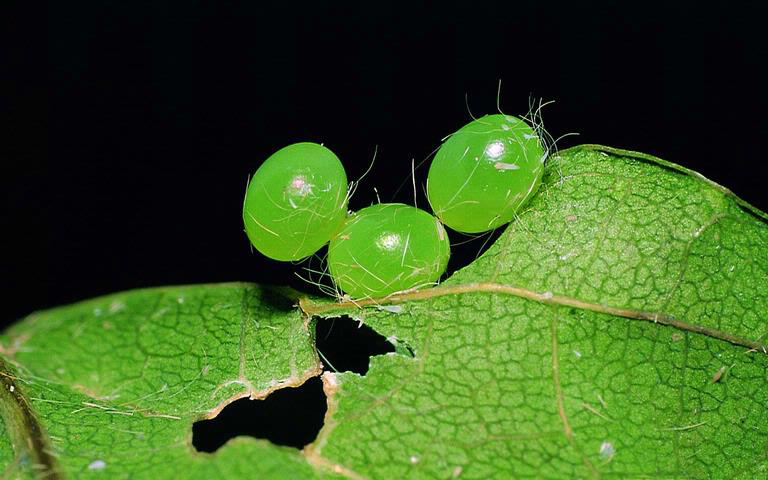
Uova.